# Muggia
Muggia (friuli nyelven: Mugle, velenceiül: Muja, szlovénül: Milje) település Olaszországban, Trieszt megyében. Lakosainak száma 12 862 fő (2023. január 1.). Muggia Ankaran, Koper városi, San Dorligo della Valle és Trieszt községekkel határos.

## Népesség
A település népessége az elmúlt években az alábbi módon változott:
| Lakosok száma | 13 124 | 13 111 | 12 862 |
|               | 2017   | 2018   | 2023   |